# NGC 5514
NGC 5514 (również PGC 50809 lub UGC 9102) – galaktyka spiralna (Sab), znajdująca się w gwiazdozbiorze Wolarza. Odkrył ją Heinrich Louis d’Arrest 26 kwietnia 1865 roku. Jest to galaktyka aktywna. Jest w trakcie kolizji i połączenia z sąsiednią galaktyką PGC 93124 (zwaną czasem NGC 5514A). Para ta znajduje się w odległości około 320 milionów lat świetlnych od Ziemi.